# Rolf Spring
Walter Rolf Spring (* 19. März 1917 in Zürich; † 2005 ebenda) war ein Schweizer Ruderer, der 1936 eine olympische Silbermedaille gewann.

## Leben
Rolf Spring vom Ruderclub Zürich war der Steuermann in der Schweizer Rudermannschaft bei den Olympischen Spielen 1936; er steuerte alle drei Bootsklassen in den Final. Am 14. August 1936 wurden auf der Regattastrecke Berlin-Grünau die Endläufe der Ruderentscheidungen bei den Olympischen Spielen 1936 ausgetragen. Um 14.30 Uhr war der Start des Rennens im Vierer mit Steuermann; es siegte das deutsche Boot mit acht Sekunden Vorsprung auf das Schweizer Boot mit Hermann Betschart, Hans Homberger, Alex Homberger, Karl Schmid und Rolf Spring, das seinerseits neun Sekunden Vorsprung auf die Franzosen auf dem Bronzeplatz hatte. Um 16.00 Uhr begann der Final im Zweier mit Steuermann; Georges Gschwind und Hans Appenzeller ruderten mit Spring auf den fünften Platz. Im um 17.00 Uhr gestarteten Final belegte der Vierer ohne Steuermann, zusammengesetzt aus den Ruderern im Vierer mit Steuermann, den dritten Platz. Um 18.00 Uhr wurde schliesslich der Final im Achter ausgetragen; den Schweizer Vierer mit Steuermann ergänzten dabei Oskar Neuenschwander, Rudolf Homberger, Fritz Feldmann und Werner Schweizer. Während alle anderen Crews ausgeruht an den Start gingen, hatten die stärksten Schweizer bereits zwei Rennen absolviert; mit zehn Sekunden Rückstand auf das Siegerboot aus den Vereinigten Staaten belegten sie den sechsten und letzten Platz.